# Chicago Bruins 1941-1942
La stagione 1941-42 dei Chicago Bruins fu la 3ª e ultima nella NBL per la franchigia.
I Chicago Bruins arrivarono sesti nella regular season con un record di 8-15, non qualificandosi per i play-off.

## Roster
| N° | Naz.                   | Ruolo | Sportivo         | Anno | Alt. | Peso |
| -- | ---------------------- | ----- | ---------------- | ---- | ---- | ---- |
|    | Stati Uniti (bandiera) | GA    | Wibs Kautz       | 1915 | 180  | 82   |
|    | Stati Uniti (bandiera) | GA    | Ralph Vaughn     | 1918 | 185  | 79   |
|    | Stati Uniti (bandiera) | AC    | Mike Novak       | 1915 | 206  | 99   |
|    | Stati Uniti (bandiera) | GA    | George Hogan     | 1915 | 185  | 77   |
|    | Stati Uniti (bandiera) | GA    | Otto Kolar       | 1911 | 191  | 82   |
|    | Stati Uniti (bandiera) | AC    | Dick Evans       | 1917 | 191  | 91   |
|    | Stati Uniti (bandiera) | AC    | George Ratkovicz | 1912 | 191  | 86   |
|    | Stati Uniti (bandiera) | A     | John Drish       | 1920 |      |      |
|    | Stati Uniti (bandiera) | G     | Ed Sachs         | 1918 | 188  | 79   |
|    | Stati Uniti (bandiera) | GA    | Vince McGowan    | 1913 | 198  | 94   |
|    | Stati Uniti (bandiera) | G     | Stan Szukala     | 1918 | 183  | 79   |
|    | Stati Uniti (bandiera) | AC    | Lou Possner      | 1917 | 191  | 82   |
|    | Stati Uniti (bandiera) | GA    | George Morse     | 1919 |      |      |
|    | Stati Uniti (bandiera) | G     | Ted Strain       | 1917 | 183  | 70   |
|    | Stati Uniti (bandiera) | AC    | Morris           |      |      |      |

## Staff tecnico
Allenatore: Jack Tierney